# Temples
Temples son una banda de rock inglesa formada en Kettering en 2012 por el cantante y guitarrista James Edward Bagshaw y el bajista Thomas Edison Walmsley. La plantilla del grupo sería completada con la adición del teclista y guitarrista rítmico Adam Smith y el batería Samuel Toms.
Han publicado cuatro álbumes de estudio, un álbum de remixes, dos EP y once sencillos. Su álbum de debut, Sun Structures, fue lanzado en 2014 y llegó a estar en el número 7 del top de Reino Unido. Tienen un acuerdo firmado con Heavenly Records y han salido de gira internacional tanto como teloneros como cabeza de cartel.

## Historia
La banda fue inicialmente formada como un proyecto casero a mediados de 2012. Walmsley y Bagshaw se conocían años antes de este proyecto. Fue en este punto que Bagshaw y Walmsley se encontraban en distintos grupos establecidos en su ciudad natal de Kettering.  El dúo más tarde había trabajado junto en The Moons con Bagshaw también teniendo sesiones con The Lightning Seeds y siendo el vocalista principal del también grupo de Kettering Sukie formado en 2006 y llegó al número uno de la UK Indie Chart. Sukie fue presentado en el fanzine "Siren", editado y creado por Walmsley para documentar la escena musical de Kettering.
El dúo publicó cuatro pistas autoproducidas en YouTube que llamaron la atención del fundador de Heavenly Recordings Jeff Barrett, con quien se concretó lanzar el sencillo debut de la banda "Shelter Song" en noviembre de 2012 Tras ello, sumaron en el grupo al batería Samuel Lloyd Toms, también de Kettering y el teclista Adam Smith, empezando a ensayar como grupo, para poder tocar sus canciones en vivo. La banda lanzó su segundo sencillo, "Colours to Life" en junio del 2013.

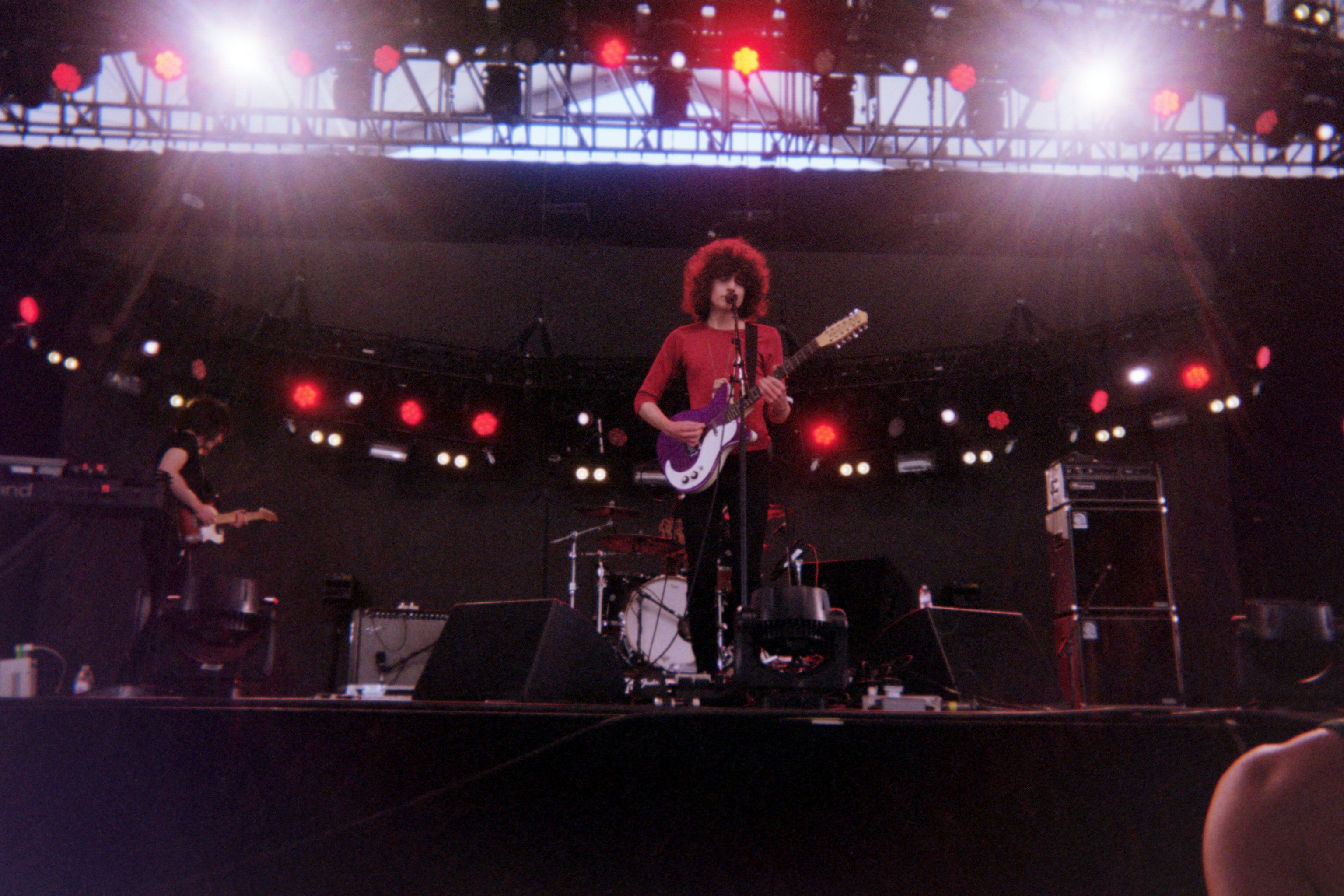
Temples actuando en Coachella en 2014

En una entrevista con Boston Sound, el vocalista líder James Bagshaw puntualizó que firmar con Heavenly Records no cambió su proceso de grabación.  "Nada cambió, todo se quedó exactamente igual... En ningún momento dijeron,  sabes, va al estudio. Si ellos lo hubieran hecho, probablemente no habríamos firmado con ellos porque nos gustaba la idea de lo que  hacíamos" declaró Bagshaw.
Bagshaw también comentó en la dificultad en seleccionar qué pistas deberían lanzarse como sencillos.  La naturaleza melódica de "Mesmerise" fue una razón principal por la que Temples la escogieron lanzar como tal: " Supongo que la melodía es algo que define a un sencillo porque es la cosa que la gente escucha. Pero para nosotros, siempre nos resulta muy duro escoger los singles… no puede ser comercialmente viable, pero este suena más pegadizo" nuevamente declaró el cantante.
Habiendo actuado en importantes festivales en el Reino Unido y en Europa y con apoyos de la talla de Suede, Mystery Jets, Kasabian y The Vaccines junto con selectos cabezas de cartel, la banda anunció su primera gira por el Reino Unido como cabeza de cartel para el mes de octubre de 2013. En noviembre de 2013, Temples anunciaron su álbum debut autoproducido, Sun Structures, el cual fue publicado el 5 de febrero de 2014. La banda comenzó un tour por Europa, América del Norte y Australia. El 30 de julio de 2014, el grupo actuó por primera vez en la televisión estadounidense tocando "Shelter Song" en The Tonight Show Starring Jimmy Fallon. Temples también interpretó la canción en The Ellen Degeneres Show el 29 de septiembre de 2014.
Su exclusión de las radios principales de Reino Unido, especialmente BBC Radio 1, ha sido criticado por su seguidor y músico Noel Gallagher.
El grupo estrenó dos canciones nuevas en vivo en 2015, tituladas "Henry's cake" y "Volcano/Savior". La banda confirmó que están trabajando en un álbum nuevo vía Instagram el 9 de julio de 2015.

## Miembros del grupo

### Actual
- James Edward Bagshaw – vocalista principal, guitarra líder
- Adam Smith – guitarra rítmica, teclados, corista
- Thomas Edison Walmsley – bajo, coros
- Rens Ottink – batería

### Anteriores
- Samuel Toms – batería[19]

## Discografía

### Álbumes de estudio
- Sun Structures (5 de febrero de 2014)
- Volcano (3 de marzo de 2017)
- Hot Motion (27 de septiembre de 2019)
- Exotico (14 de abril de 2023)

### Álbumes Remix
- Sun Restructured (10 de noviembre de 2014)

### EP
- Shelter Song EP (7 de julio de 2014)
- Mesmerise Live EP (16 de septiembre de 2014)

### Singles
- "Shelter Song" / "Prisms" (12 de noviembre de 2012)
- "Colours to Life" / "Ankh" (24 de junio de 2013)
- "Keep In the Dark" / "Jewel Of Mine Eye" (7 de octubre de 2013)
- "Mesmerise" (20 de noviembre de 2013)
- "Move with the Season" (3 de noviembre de 2014)[20]
- "Certainty" (26 de septiembre de 2016)
- "Strange Or Be Forgotten" (11 de enero de 2017)
- "Hot Motion" (2019)
- "You're Either On Something” (2019)
- "Paraphernalia" (2 de septiembre de 2020)
- "Gamma Rays" (11 de enero de 2023)